# 胡海
胡 海（こ かい、1329年 - 1391年）は、元末から明初の軍人。字は海洋（かいよう）。定遠（現在の安徽省定遠県）の人。朱元璋に仕えて、明建国の功臣となった。史書では胡海洋とも記されている。

## 生涯
| 姓名         | 胡海                                                         |
| 時代         | 元代 - 明代                                                  |
| 生没年       | 1329年（天暦2年） - 1391年（洪武24年）                       |
| 字・別名     | 海洋（字）                                                   |
| 本貫・出身地 | 定遠（現在の安徽省定遠県）                                   |
| 職官         | 都先鋒→花槍上千戸→宝慶衛指揮僉事 →指揮使→世襲指揮使→都督僉事 |
| 爵位         | 東川侯（ 明 ）                                               |
| 諡号         | -                                                            |
| 陣営・所属   | 王総管→朱元璋                                                |
| 家族・一族   | 子:胡斌、胡玉、胡観                                          |

驍勇な人物であり、手足胸腹一面に多数の傷を負っていた。幾度の戦いで多くの戦傷を受けても、力強く戦い続けた。配下の将兵で従わない者はなく、胡海の戦いぶりに鼓舞されるかのように戦った。朱元璋はこれを勇壮であると評した。
赤塘の土豪・王総管に属していたが、自ら抜けて、朱元璋に仕え、百戸を授けられた。
1353年、定遠攻略に参加した24将の1人。元の将・賈魯を破った。泗州、滁州を攻略し、万戸を授けられた。
1355年6月、渡江し、蛮子海牙の水寨、陳埜先を破った。
1356年3月、集慶、鎮江を攻略した。
1357年4月、先鋒に選ばれ、元の将・謝国璽を寧国で破った。大軍で湖州を包囲し、東南門の月城を落とした。
1358年10月、宜興、婺州を攻略した。紹興を攻略し、捕虜4百余人を得た。都先鋒に進んだ。
1360年5月、龍江、安慶を攻略した。
1361年8月、八戦して全て大勝を収めて江州へ入った。
1364年7月、徐達に従い、廬州を攻めて、功をあげた。花槍上千戸を授けられた。
大軍で荊州、澧州、衡州、潭州を攻略し、宝慶衛指揮僉事に抜擢された。指揮使となり、益陽を守った。
1367年10月、楊璟に従って、湖南・広西のいまだ降っていない郡県の征伐に向かい、祁陽を経由して永州を包囲した。
1368年（洪武元年）1月、元軍と東郷橋で戦い、捕虜千、武将4人を得た。夜半に戦闘となり、東郷橋を突破した。永州の守将・鄧祖勝が出陣し、南門で戦った。武将2人を得た。4月、楊璟の命により塁壁を築き、西江上に浮橋を作った。将兵を調練し、必勝の意志を示した。永州の城内は食糧が乏しくなり、守将の鄧祖勝は毒を飲んで死に、参政・張子賢が守っていた。百戸・夏升が楊璟の元へやってきて降伏した。夏升から城内の様子を聞いた楊璟は、夜、戦鼓を鳴らして四方から攻撃を加えた。胡海は北門の八角亭で先頭に立って戦った。張子賢、元帥・鄧思誠等を捕らえた。6月、靖江を攻めた。南門で戦い、皮彦高、楊天寿を捕らえた。功績は最も大きく、左副総兵となった。
1371年（洪武4年）1月、夏国討伐に参加し、2月、周徳興と共に天門山、温湯関を攻略した。世襲指揮使となり、再び益陽を守った。武岡、靖州、五開の苗族らが反乱を起こした。頭首は斬り、兵は捕らえて反乱を鎮撫した。これにより、都督僉事となった。
1381年（洪武14年）9月、雲南征伐に参加し、郭英、陳桓と共に5万の兵を率いて、永寧を経由して烏撒へ向かった。12月、渡河に成功して、烏撒を攻略した。
1382年（洪武15年）2月、沐英と合流して大理を攻めた。敵軍は上関と下関を押さえていた。王弼は洱水の東より上関を、沐英は大軍を率いて下関を攻め、胡海は夜、四方で戦鼓を鳴らしつつ、石門を攻略した。間道から渡河し、蒼山へ向かった。崖を登り、大樹の上へ至ると、そこに旗幟を立てた。沐英軍の兵士はこれを見て、大呼して喜んだ。敵軍は驚き、沐英軍は下関に入って攻撃した。胡海も山上から馳せ下り、前後から攻めたので、敵軍は支えきれずに潰走し、敵将の段世を捕らえた。
1384年（洪武17年）4月、論功により東川侯に封ぜられ、禄2千5百石を賜った。
1387年（洪武20年）1月、右参将としてナガチュ討伐に参加し、金山を攻めた。
1389年（洪武22年）、澧州の九渓諸蛮が攻めてきたので、これを平定した。帰還したのち、郷里に帰ることを願い出て、金帛を数多く賜り、これを持って帰郷した。
1390年（洪武23年）1月、澧州で反乱が起こり、総兵官として陳桓、葉昇を副将として、これを鎮圧した。
1391年（洪武24年）7月、63歳で亡くなった。朱元璋の功臣粛清に遭わず、死後も除爵されなかった稀有な人物であった。